# Фэрфакс, Джон
Джон Фэрфакс (англ. John Fairfax; 21 мая 1937, Рим — 8 февраля 2012, Хендерсон, Невада) — английский путешественник. Первый преодолел Атлантический океан в одиночку на вёсельной лодке.
Стартовал 20 января 1969 года с Канарских островов на лодке «Британия», её длина 6,7 метра. Прибыл в Форт-Лодердейл, США, 19 июля 1969 года. Время в пути — 180 суток. Также первый прошёл Тихий океан, но не один, а с Сильвией Кук. На судне «Британия-2» длиной 10,7 метров вышел из Сан-Франциско, США, 26 апреля 1971 года. Финишировал на острове Хаутмен, Австралия, 22 апреля 1972 год. Время в пути — 362 дня.